# Championnat d'Amérique du Sud de rugby à XV 2005
 (signalé en mai 2025).
Si vous disposez d'ouvrages ou d'articles de référence ou si vous connaissez des sites web de qualité traitant du thème abordé ici, merci de compléter l'article en donnant les références utiles à sa vérifiabilité et en les liant à la section « Notes et références ».
- Archive Wikiwix
- Bing
- Cairn
- DuckDuckGo
- E. Universalis
- Gallica
- Google
- G. Books
- G. News
- G. Scholar
- Persée
- Qwant
- (zh) Baidu
- (ru) Yandex
- (wd) trouver des œuvres sur Wikidata

Navigation
Championnat 2004 Championnat 2006
Le Championnat d'Amérique du Sud de rugby à XV 2005 est une compétition de rugby à XV organisée par la Confederación sudamericana de rugby. La 27e édition se déroule du 8 mai au 15 mai 2005 et est remportée par l'équipe d'Argentine.

## Équipes participantes
| Division A - Argentine - Chili - Uruguay | Division B - Brésil - Colombie - Paraguay - Pérou - Venezuela |

## Division A

### Format
L'Argentine, le Chili et l'Uruguay disputent des matchs sous la forme d'un tournoi. Le premier est déclaré vainqueur.

### Classement
| Rang | Nation        | J | V | N | D | Pm | Pe | Diff | Pts |
| ---- | ------------- | - | - | - | - | -- | -- | ---- | --- |
| 1    | Argentine (T) | 2 | 2 | 0 | 0 | 75 | 34 | +41  | 6   |
| 2    | Uruguay       | 2 | 1 | 0 | 1 | 55 | 52 | +3   | 4   |
| 3    | Chili         | 2 | 0 | 0 | 2 | 38 | 82 | -44  | 2   |

|  | Vainqueur (no 1).        |
|  | T : Tenant du titre 2004 |

### Résultats
| 8 mai 2005 | Argentine | 48 – 13 | Chili | Buenos Aires |
| 8 mai 2005 |           |         |       | Buenos Aires |
| 8 mai 2005 |           |         |       | Buenos Aires |

| 11 mai 2005 | Uruguay | 34 – 25 | Chili | Buenos Aires |
| 11 mai 2005 |         |         |       | Buenos Aires |
| 11 mai 2005 |         |         |       | Buenos Aires |

| 15 mai 2005 | Argentine | 27 – 21 | Uruguay | Buenos Aires |
| 15 mai 2005 |           |         |         | Buenos Aires |
| 15 mai 2005 |           |         |         | Buenos Aires |

## Division B

### Format
Le Brésil, la Colombie, le Venezuela, le Pérou et le Paraguay Rica disputent le tournoi à Asuncion du 23 septembre au 2 octobre 2005. Le premier est déclaré vainqueur.

### Classement
| Rang | Nation    | J | V | N | D | Pm  | Pe  | Diff | Pts |
| ---- | --------- | - | - | - | - | --- | --- | ---- | --- |
| 1    | Paraguay  | 4 | 4 | 0 | 0 | 289 | 26  | +263 | 12  |
| 2    | Brésil    | 4 | 3 | 0 | 1 | 130 | 71  | +59  | 10  |
| 3    | Pérou     | 4 | 2 | 0 | 2 | 54  | 141 | -87  | 8   |
| 4    | Colombie  | 4 | 1 | 0 | 3 | 48  | 170 | -122 | 6   |
| 5    | Venezuela | 4 | 0 | 0 | 4 | 45  | 158 | -113 | 4   |

|  | Vainqueur (no 1). |

### Résultats
| 23 septembre 2005 | Brésil | 38 – 14 | Pérou | Asuncion |
| 23 septembre 2005 |        |         |       | Asuncion |
| 23 septembre 2005 |        |         |       | Asuncion |

| 23 septembre 2005 | Paraguay | 82 – 8 | Colombie | Asuncion |
| 23 septembre 2005 |          |        |          | Asuncion |
| 23 septembre 2005 |          |        |          | Asuncion |

| 25 septembre 2005 | Brésil | 20 – 12 | Venezuela | Asuncion |
| 25 septembre 2005 |        |         |           | Asuncion |
| 25 septembre 2005 |        |         |           | Asuncion |

| 25 septembre 2005 | Paraguay | 68 – 3 | Pérou | Asuncion |
| 25 septembre 2005 |          |        |       | Asuncion |
| 25 septembre 2005 |          |        |       | Asuncion |

| 28 septembre 2005 | Paraguay | 94 – 7 | Venezuela | Asuncion |
| 28 septembre 2005 |          |        |           | Asuncion |
| 28 septembre 2005 |          |        |           | Asuncion |

| 28 septembre 2005 | Pérou | 17 – 16 | Colombie | Asuncion |
| 28 septembre 2005 |       |         |          | Asuncion |
| 28 septembre 2005 |       |         |          | Asuncion |

| 30 septembre 2005 | Brésil | 64 – 0 | Colombie | Asuncion |
| 30 septembre 2005 |        |        |          | Asuncion |
| 30 septembre 2005 |        |        |          | Asuncion |

| 30 septembre 2005 | Pérou | 20 – 19 | Venezuela | Asuncion |
| 30 septembre 2005 |       |         |           | Asuncion |
| 30 septembre 2005 |       |         |           | Asuncion |

| 2 octobre 2005 | Colombie | 24 – 7 | Venezuela | Asuncion |
| 2 octobre 2005 |          |        |           | Asuncion |
| 2 octobre 2005 |          |        |           | Asuncion |

| 2 octobre 2005 | Paraguay | 45 – 8 | Brésil | Asuncion |
| 2 octobre 2005 |          |        |        | Asuncion |
| 2 octobre 2005 |          |        |        | Asuncion |